# Ajke och Ringvida
Ajke och Ringvida är en av SCB avgränsad småort i Gotlands kommun i Gotlands län inledningsmässigt av SCB namnsatt till Austers och Sudergårda. Den omfattar bebyggelse öster om Ajkesträsk på nordöstra Fårö i Fårö socken och sedan 2015 även bebyggelse söder därom kring Ringvida och öster om den byn.